# Sidi Bou Ali
Sidi Bou Ali (àrab: سيدي بوعلي, Sīdī Bū ʿAlī) és una ciutat de Tunísia a la governació de Sussa, situada uns 24 km al nord-oest de Sussa. La municipalitat té una població de 9.011 habitants i és capçalera d'una delegació de 16.530 habitants al cens del 2004.

## Infraestructures
Té estació de ferrocarril i la creua l'autopista de la costa que passa a 2 km a l'est.

## Patrimoni
En total s'hi han inventariat 265 punts amb restes arqueològiques, a la delegació.
Als turons propers s'han trobar unes catacumbes anomenades Hanchir Amoual i Chaabet Dar El Haj, i algunes de menor envergadura.
A l'oest de la vila (a uns 10 km), hi ha el jaciment arqueològic de Zambra, amb restes romanes, on s'han trobat mosaics (principalment amb escenes d'animals) i marbres i que correspondria a la vil·la romana de Goulisibry, a la vora de l'Oued El Kasr.
Als mateixos turons hi ha restes de fortificacions construïdes al segle iii contra els amazics.
Un gran teatre amb bancs esculpits en pedra formen part del lloc. Al costat del teatre, una necròpoli i les restes d'un temple destruït pels vàndals vers el 440. També hi ha una església romana d'Orient del segle vi, al costat del temple romà i alguns fortins a l'est dels turons.

## Història
Arran de la invasió àrab, els romans d'Orient cristians es van refugiar al Djebel Zaghouan, però més tard van tornar i van construir una ciutat agrícola a la rodalia, que es correspon amb la moderna ciutat.
El conqueridor musulmà de Medina, sidi Abu-Alí al-Ansarí, va morir en aquest lloc i fou enterrat en un santuari a la vila que des de llavors porta el seu nom. Al costat s'hi va construir la mesquita. Sidi Abu-Alí o Bu-Alí, en la pronunciació local, és esmentat en altres relats com fill de Hàssan ibn Nasr as-Sussí, que va morir durant uns combats marítims el 341 de l'Hègira.
Arrna de la invasió dels Banu Hilal, aquests es van establir a l'oest de la ciutat moderna i els seus descendents encara hi viuen i són coneguts com Ouled Said.

## Administració
És el centre de la delegació o mutamadiyya homònima, amb codi geogràfic 31 58 (ISO 3166-2:TN-12), dividida en set sectors o imades:
- Sidi Bou Ali (31 58 51)
- Essed Sud (31 58 52)
- Essed Nord (Essateh) (31 58 53)
- Ech-Chouicha (31 58 54)
- Ouriemma (31 58 55)
- Menzel El Mahatta (31 58 56)
- Mehadhba (31 58 57)

Al mateix temps, forma una municipalitat o baladiyya (codi geogràfic 31 18).